# Dodo Marmarosa
Michael Marmarosa, detto Dodo (Pittsburgh, 12 dicembre 1925 – Pittsburgh, 17 settembre 2002), è stato un pianista statunitense di jazz.

## Biografia
Ricevette l'educazione pianistica nella sua città e prima dei vent'anni lavorava già con le big band di Gene Krupa, Tommy Dorsey, Charlie Barnet e Artie Shaw. Stabilitosi in California nel 1945, lavorò come freelance incidendo dischi con Lester Young (raccolti di The Aladdin Sessions) e con Charlie Parker per la Dial (Moose The Mooche, Yardbird Suite, A Night in Tunisia), mostrando uno stile che, se da una parte aveva la disinvoltura armonica del nuovo bebop, dall'altra restava radicato, soprattutto ritmicamente, in stili precedenti, quali quelli di Teddy Wilson, Art Tatum e Jess Stacy.
Pittsburgh, poco più di un milione di abitanti, è la città natale di Marmarosa ma ha dato i natali a tantissimi altri eccellenti jazzisti, l'elenco è lungo quanto strabiliante: George Benson, Art Blakey, Ray Brown, Paul Chambers, Kenny Clarke, Billy Eckstine, Roy Eldridge, Erroll Garner, Slide Hampton, Earl Hines, Ahmad Jamal, Eddie Jefferson, Horace Parlan, Eddie Safranski, Dakota Staton, Billy Strayhorn, Maxine Sullivan, Stanley Turrentine, Mary Lou Williams e Nancy Wilsons. Sempre in ambito musicale anche Henry Mancini, Gene Kelly e Perry Como sono nati qui come pure. Martha Graham, la madre della danza contemporanea e Andy Warhol.
Lo stile di Dodo, che proponeva una via diversa e bianca al pianismo jazz moderno, si discosta da quella nera di Bud Powell, e non fu raccolto allora che da pochi altri pianisti, pure bianchi, come Al Haig. Il pianismo "bianco" conquisterà un certo spazio solo con Lennie Tristano, Dave Brubeck e Bill Evans.
Per problemi di salute, Dodo Marmarosa si ritirò presto dalle scene, continuando occasionalmente a esibirsi nella città natale,  Nei primi anni sessanta torna ad incidere per la Argo in trio e poi in quartetto e per la Prestige in quartetto  Gene Ammons. L'intera discografia di Marmarosa è contenuta in pochi titoli. 

## Discografia
- 1945-50 - Dodo Marmarosa - Chronological Classics (contains the Atomic, IRRA, Dial and Savoy recordings)
- 1958-62 - Pittsburgh 1958 - Uptown
- 1961 - Dodo's Back - Argo
- 1962 - Jug & Dodo - Prestige (quartet with Gene Ammons)
- 1962 - The Chicago sessions - Argo (quartet, with Bill Hardman trumpet, Richard Evans bass, Ben Dixon drums. Combined with the reissue of Dodo's Back!)
- 1946-62 Complete Trio sessions (2CD) - Lone Hill Jazz

## Filmografia
- Luna senza miele (Thrill of a Romance) di Richard Thorpe - Battle of the Balcony Jive (1945)